# یدو
یدو (به اسپانیایی: Lledó) یک شهرستان در اسپانیا است که در استان تروئل واقع شده‌است.

## خصوصیات
یدو ۱۵ کیلومترمربع مساحت و ۱۹۱ نفر جمعیت دارد.